# Lucienne Lanaz
Lucienne Lanaz (* 1937 in Zürich) ist eine Schweizer Dokumentarfilmerin. Ihr Schaffen wurde 2017 mit dem Preis der Künste, der Literatur und der Wissenschaften des Bernjurassischen Rates (Conseil du Jura bernois, CJB) gewürdigt.

## Werdegang
Lucienne Lanaz ist in Zürich aufgewachsen und lebt und arbeitet in einem Bauernhaus in Grandval im Berner Jura. Ihre verschiedenen Ausbildungen als kaufmännische Angestellte und Sportlehrerin und ihre Arbeit als Sekretärin beim Internationalen Komitee des Roten Kreuzes (IKRK) und als Simultanübersetzerin auf Filmfestivals hielten sie in Bewegung. Ab 1972 arbeitete sie als Assistentin in Schweizer Filmproduktionen. 1974 arbeitete sie mit Marcel Leiser am Dokumentarfilm Le Bonheur à septante ans (Spätes Glück), und mit ihrem ersten Dokumentarfilm Fire, Smoke, Sausages (Die Räucherküche, 1976) wurde sie unabhängige Regisseurin und Produzentin. Sie gründete als Autorenfilmerin ihre eigene Produktionsfirma, die Jura-Films, um ihre Filme selbst herauszubringen. Weil die Lage für Filmerinnen katastrophal war, taten sich einige Filmemacherinnen, unter anderen Isa Hesse, Greti Kläy, Isolde Marxer und Tula Roy, zusammen und gründeten 1975 den Verein CH-Filmfrauen, der bis Ende der Achtzigerjahre aktiv war. Ein Text von Lucienne Lanaz über das Frauenfilmfestival in Sorrento ca. 1977 beschreibt die Situation in den 1980er und 1990er Jahren:

«Die Frauengruppe ‹Nemesis›, selbstbewusste, junge, schöne Italienerinnen, hatte das Festival organisiert und unter anderem liefen auch Filme von Isa und mir. Eines Abends schlugen die ‹Nemesis›-Frauen vor, in eine Diskothek zu gehen. Was passiert in Süditalien, wenn etwa zwanzig Frauen in ein solches Lokal kommen und miteinander tanzen, ohne die Männer zu beachten? Krach! Es fing an mit dem Entleeren von Champagnergläsern in die Dekolletés der Frauen und andere körperliche Aggressionen und wurde fortgesetzt mit Kampf Mann gegen Frau, Frau gegen Mann, kaum glaubhaft, aber wahr. Das Lokal wurde kurzerhand vom Besitzer geschlossen und Männlein und Weiblein fanden sich am grossen Platz wieder, wo die Schlacht weiterging: mit Blumentöpfen, in Anwesenheit von Journalisten und Polizisten. Die Männer rührten keinen Finger, um den Frauen zu helfen, selbst dann nicht, als die Ambulanz kommen musste, um eine von den Frauen, die von einem Blumentopf getroffen war, ins Spital zu bringen. Das zweite Erlebnis hat nichts mit Italien, sondern mit der Schweiz zu tun. In der selben Woche fand in Sorrento eine ‹Schweizer Filmwoche› statt, die von Herrn Boissonas, Pro Helvetia, organisiert war. Eingeladene Gäste waren unter anderem Robert Boner, Freddy Buache, Rolf Lyssy, Georg Radanowicz, Francis Reusser und Alain Tanner. Isa und ich waren überrascht, dass wir nicht zum Schweizer Empfang eingeladen wurden – und so sind wir, als Filmfrauen-Schweizer Delegation, ungefragt einfach am Empfang erschienen und haben uns öffentlich über das ‹Vergessen› beklagt. Peinliches Schweigen. Ich frage mich noch heute, ob man uns diesen ‹faux pas› jemals verziehen hat. Einige wenige Jahre gelang es, eine Frauengruppe zu losen Treffen zu animieren, zu Diskussionen, Ideenaustausch über Filme und Mitarbeit. In Cugnasco bei Isa trafen sich z. B. 1986 Dorothy Cox, Dagmar Heinrich, Isolde Marxer, Su Meili, Verena Moser, Marianne Pletscher, Ingrid Städelin und Maya Wegmüller. Isa, Tula Roy und ich gehörten schon zu den älteren Semestern …»

1979/80 veröffentlichte sie in gemeinsamer Regie mit Anne Cuneo, Erich Liebi und Urs Bolliger die 75-minütige humorvolle Dokumentation zur Schweizer Filmwochenschau Ciné-journal au féminin (Das Bild der Frau in der Schweizer Filmwochenschau), eine Recherche, um dieses Medium auf Repräsentationen von Frauen abzuklopfen. Von 9000 Beiträgen ging es in 300 davon auch um Frauen, in 12 nur um Frauen. Die Schweizer Filmwochenschau strahlte in den 1940er Jahren bis 1975 im Kino vor dem Hauptfilm aktuelle Informationen aus, die objektiv informieren und den unabhängigen Geist stärken sollten. 2025 publizierte die Cinémathèque suisse in einer Ausstellung zum feministischen Film der Schweiz ein Interview mit Lucienne Lanaz zu Ciné-Journal au féminin sowie Quellen aus dem Fonds Lucienne Lanaz, der in der Cinémathèque aufbewahrt wird.
Lanaz ist Ehrenmitglied der Schweizerischen Vereinigung der Filmregisseure, seit 5 Jahren Mitglied des Komitees der Schweizerischen Kinogesellschaft, seit 8 Jahren Mitglied der Foto-, Kino- und Videokommission des Kantons Bern und seit 15 Jahren aktives Mitglied der Arbeitsgruppe für den Film des Alpinale-Vorarlberg, Österreich.
Lanaz war Mitarbeiterin bei verschiedenen internationalen Festivals. So war sie Präsidentin, Europabeauftragte, in der Festivalkoordination und Mitglied der Internationalen Jury der Bludenzer Festspiele (1990, 1993, 1997) und Mitglied der Internationalen Jury der Festivals Bilbao (1978), Imola (1996), San Giovanni Lupatoto (1997), Oberhausen (2001) und Leeds (2001). Im Jahr 2008 hielt sie im Rahmen des Internationalen Filmfestivals Freiburg Filmlesungen an der Hochschule für Soziale Arbeit Freiburg.

## Preise und Auszeichnungen
- 1995: Grand Prix des Video-Festivals San Gio’ für ihr Gesamtwerk
- 2017: Kunst-, Literatur- und Wissenschaftspreis des Conseil du Jura bernois (CJB) für ihr Lebenswerk
- 2023: Berner Filmpreis – Spezialpreis für ihr Lebenswerk und ihr langjähriges unermüdliches Engagement als Autorin, Regisseurin und Produzentin

## Preise für Filme
- 1989: Internationaler Jury-Preis beim Visual Anthropology Festival in Pärnu, Estland, für Feu, fumée, saucisse
- 2003: Silberner Bär des Festival of Nations in Ebensee, Österreich, für Nous déclinons toute responsabilité…
- 2009: Preis für den besten Dokumentarfilm beim Festival de Cine in Granada, Spanien, für Nous déclinons toute responsabilité…
- 2016: Einer der 12 Preise der Fondation Créativité au Troisième Age für L’enfance retrouvée

## Filmografie
- 1974: Le Bonheur à septante ans (Spätes Glück), in Co-Regie mit Marcel Leiser, Genf und Bern, Schweiz, 24 min
- 1976: Feu, fumée, saucisse (Die Räucherküche), Grandval, Schweiz, 22 min
- 1978: Menschen im Alltag – Porträt einer Verkäuferin (Portrait d’une vendeuse), für das Fernsehen DRS, Brig, Schweiz, 25'
- 1979: La forge (Die Schmiede), Corcelles, Schweiz, 34 min
- 1979: La composition (Der Aufsatz), La Chaux-de-Fonds, Schweiz, 17 min
- 1980: Das Bild der Frau in der Schweizer Filmwochenschau / Ciné-journal au féminin, in Co-Regie mit Anne Cunéo, Lausanne, Schweiz, 75 min
- 1980/81 J’ai un droit sur mon corps… (Ich habe ein Recht auf meinen Körper…), Zürich, Schweiz, 25 min
- 1987: Queen of Elastic, Deutschland, in Co-Regie mit Grety Kläy, 30 min
- 1989: Pour un son de cloche (Glocken-Gestaltung Guss und Klang), Aarau, Schweiz, 23 min
- 1989: Meine Freunde in der DDR[8] (La demande en voyage), Schweiz, 100 min
- 1992: Setu Lauluema, Estland, 14 min
- 1995: Cauchemars… De derrière les barreaux (Alpträume… Hinter Gittern), Schweiz, 12 min
- 1996: Trois gouttes pour le futur (Drei Tropfen für die Zukunft), Burkina Faso, 73:30 min
- 1997: Una brecha en el bloqueo (Eine Bresche durch die Blockade), Kuba, 54 min
- 1998: Salvador, Kuba, 15:31 min
- 1999: La Lupa – Grazie alla vita,[9] Schweiz, 90 min
- 2002: Nous déclinons toute responsabilité… (Jede Haftung wird abgelehnt...), Grandval, Schweiz, 13 min
- 2003: Douleur et révolte[10] (Schmerz und Revolte), Ägypten und Israel, 42 min
- 2003: Donna Anna,[11] Anne-Loïse Raboud, Krankenschwester, Brasilien, 60 min
- 2006: Vous avez dit Soroptimist? (Haben Sie Soroptimist gesagt?)[12], Genf, Schweiz, 30 min
- 2007: Une maison pas comme les autres[13] (Ein Haus wie kein anderes), Grandval, Schweiz, 70 min
- 2009: Super cow, La vache, die Kuh, fermer la porte, die Türe zu, Experimentalfilm, 3 min
- 2010: Une descente de bois avec Max et Maurice (Eine Holzfuhre mit Max und Maurice), Crémines, Schweiz, 33 min
- 2014: L’enfance retrouvée – Les petites familles[14] (Kindheit – Ein neues Leben in «Les petites familles»), Schweiz, 93 min
- 2020: GIANERICA – Das Künstlerpaar Erica und Gian Pedretti[15], La Neuveville und Graubünden, Schweiz, 55 min

## Weiterführende Literatur
- 2007: Histoire du Cinéma Suisse 1966–2000. Unter der Leitung von Hervé Dumont und Maria Torajada. Cinémathèque Suisse, Lausanne, Verlag Gilles Attinger, Hauterive.
- 2004: Pionnières et Créatrices en Suisse romande XIXème et XXème siècles. Dienststelle für die Gleichstellung von Mann und Frau, Verlag Slatkine, Genf.
- 2002: Clé d’art. Elektronisches Kultur-Jahrbuch des frankophonen Kantons Bern
- 2001: doc vision ch. Dokumentarfilmschaffende aus der Schweiz, Verlag clandestin, Pieterlen.